# GAZelle NEXT

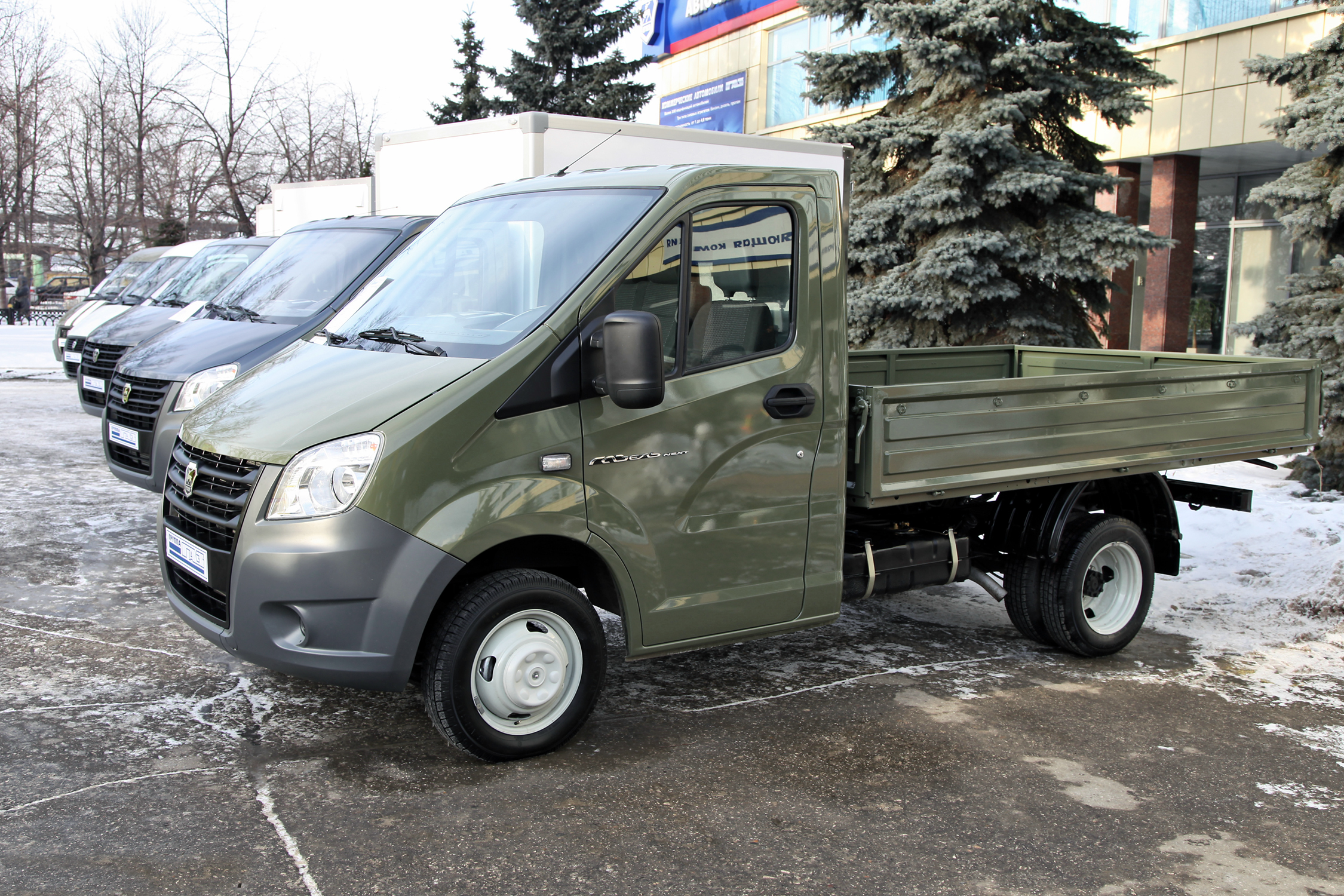
GAZelle NEXT

De GAZelle NEXT (Russisch: ГАЗель NEXT) is een lichte bedrijfswagen die door Gorkovski Avtomobilny Zavod (GAZ) wordt geproduceerd in Nizjni Novgorod in Rusland en beschikbaar is als bestelwagen, minibus en kleine vrachtauto. Het is de opvolger van de GAZelle-Business. 

## Beschrijving
De GAZelle NEXT werd in september 2012 voor het eerst aan het publiek gepresenteerd. Op 10 april 2013 werd de serieproductie van de GAZelle NEXT gestart. Een dag later volgde de verkoopstart op de binnenlandse markt. De nieuwprijs van de GAZelle NEXT zou in de basisuitvoering 650.000 roebel moeten bedragen.
Als motor is aanvankelijk alleen een viercilinder-turbodiesel van Cummins uit Chinese productie beschikbaar, die 120 pk (88 kW) levert bij 3600 omwentelingen per minuut. Het verbruik wordt gespecificeerd op 10,5 liter per 100 kilometer in stedelijke gebieden, 8,5 liter/100 km op buitenwegen en 9,0 liter/100 km gecombineerd. De motor voldoet aan de Euro 4-emissienorm, de maximumsnelheid is 134 km/u. Als leeggewicht wordt 1990 kg opgegeven.
Sinds eind mei 2014 is GAZelle NEXT ook verkrijgbaar in enkele landen van de Europese Unie. In september 2014 begon in Turkije de productie van de GAZelle NEXT voor de Turkse markt in de Mersa Otomotiv-fabriek.

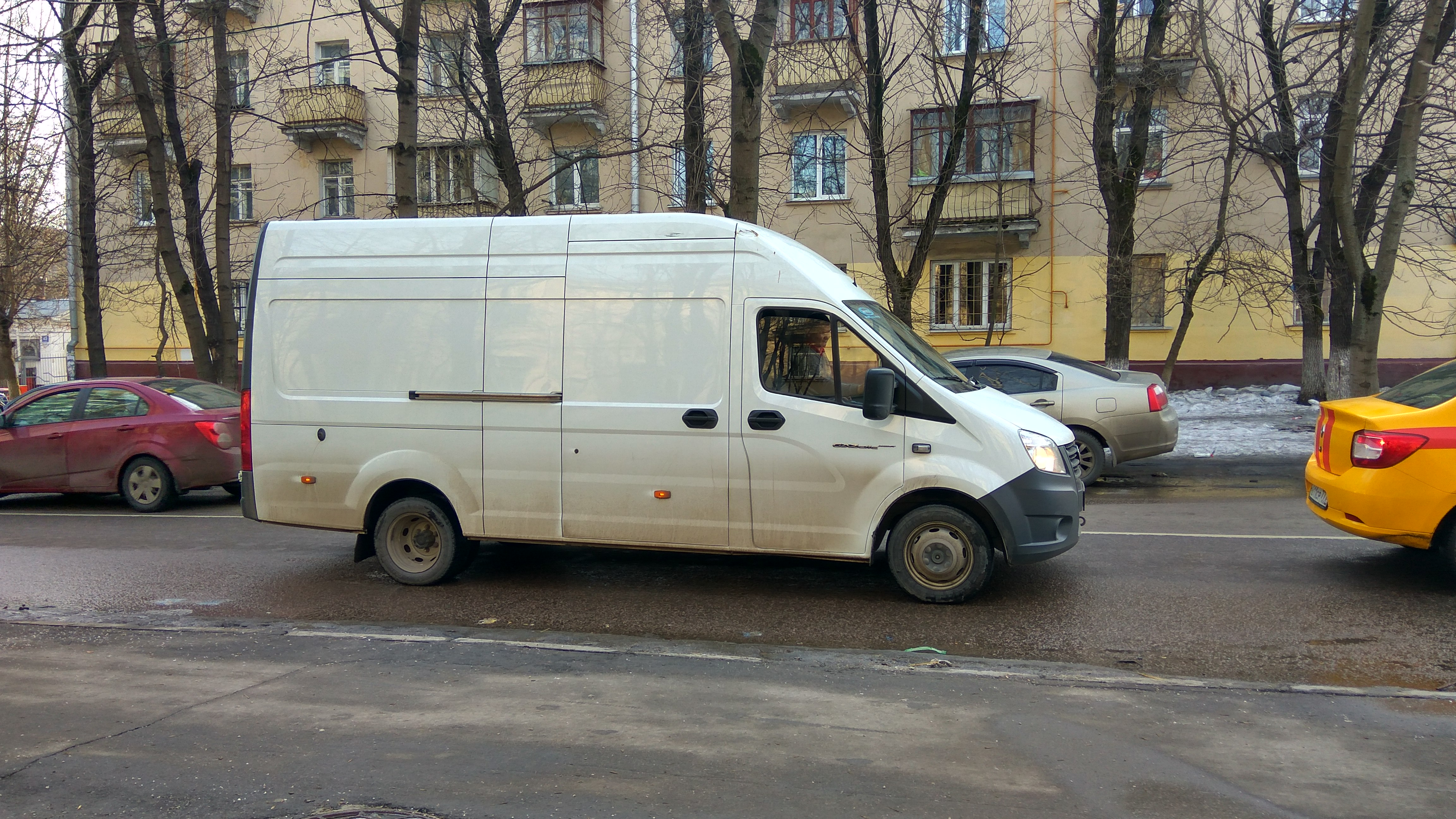
GAZelle NEXT als bestelwagen
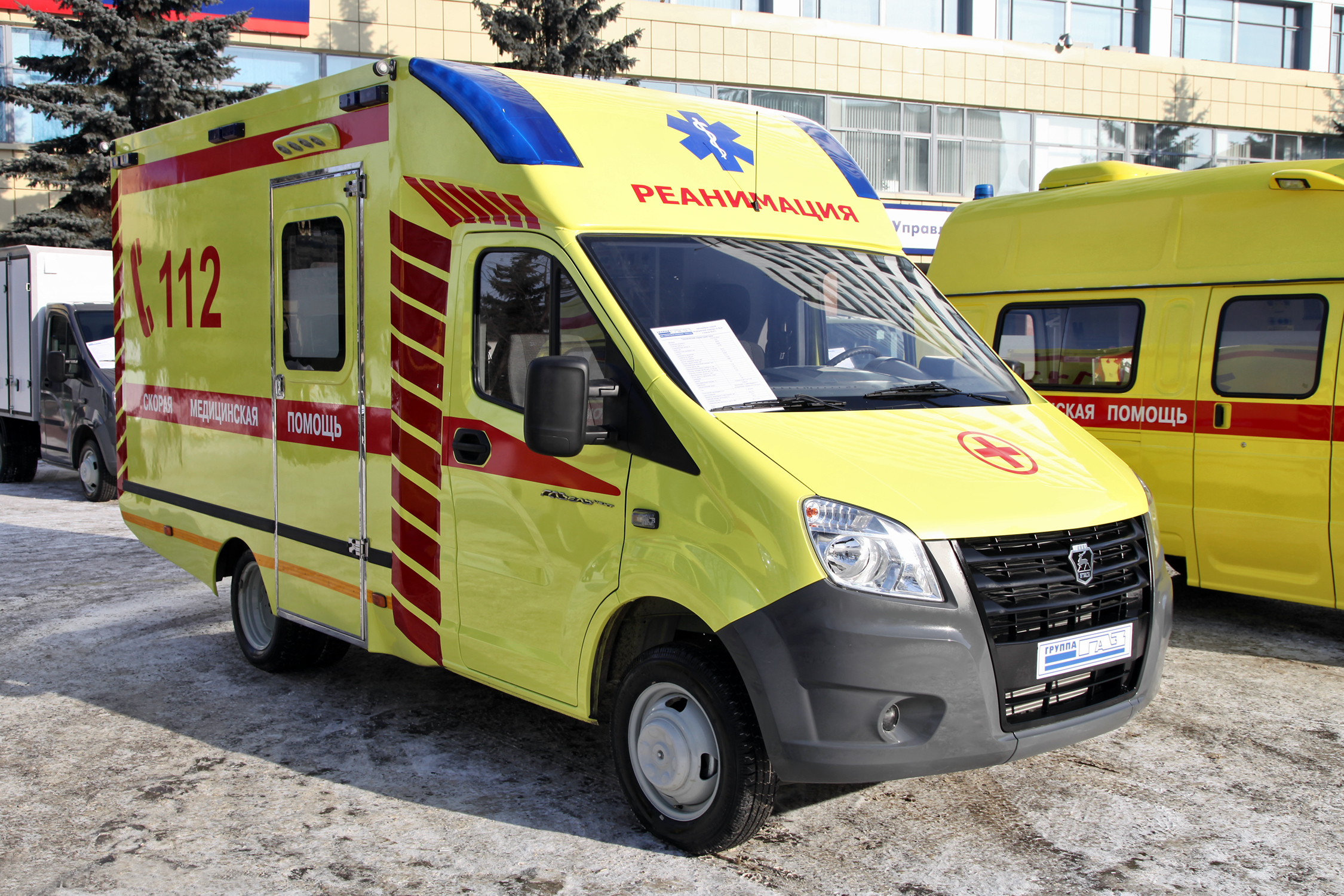
GAZelle NEXT als ambulance
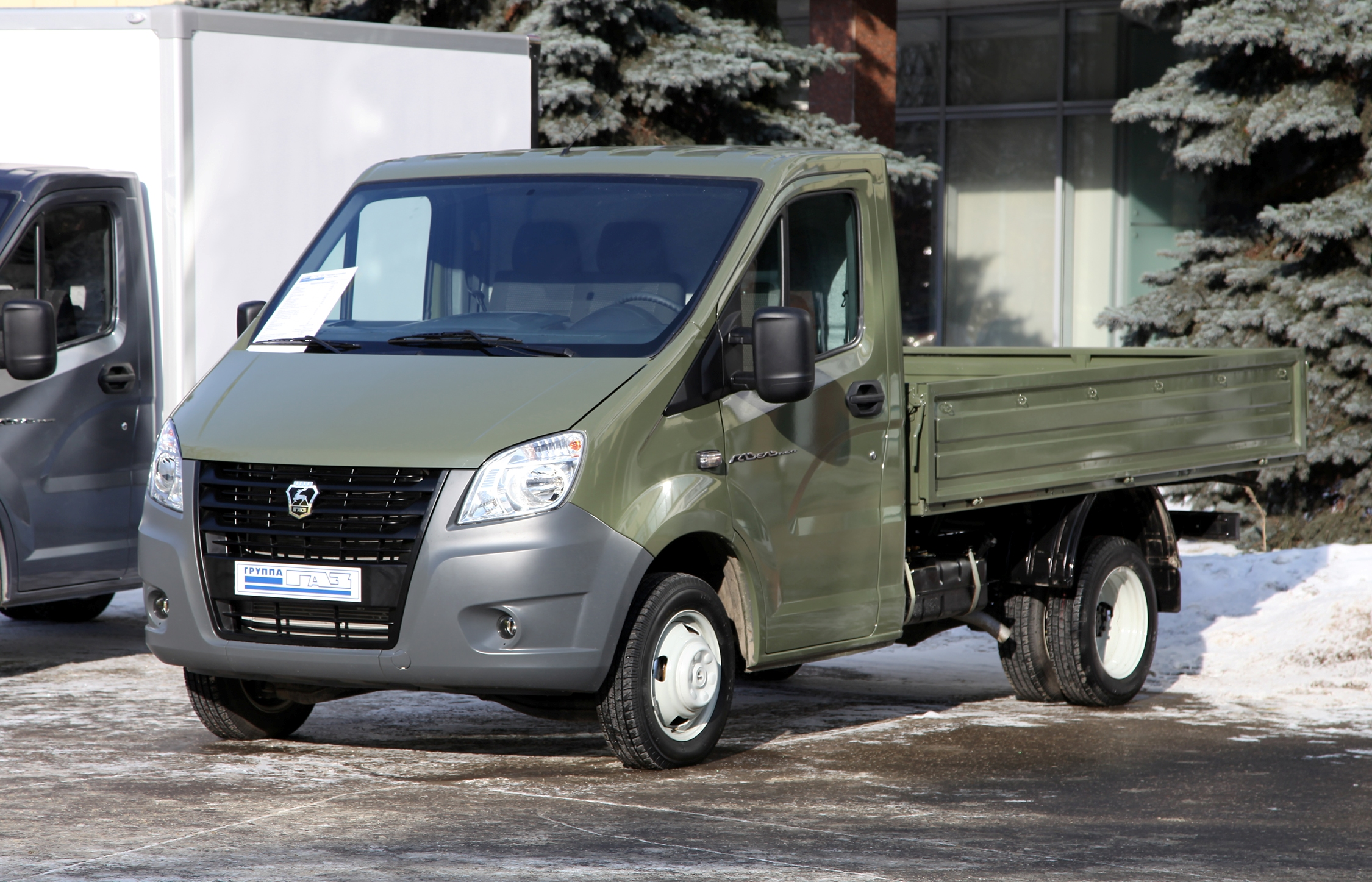
GAZelle NEXT als pick-up
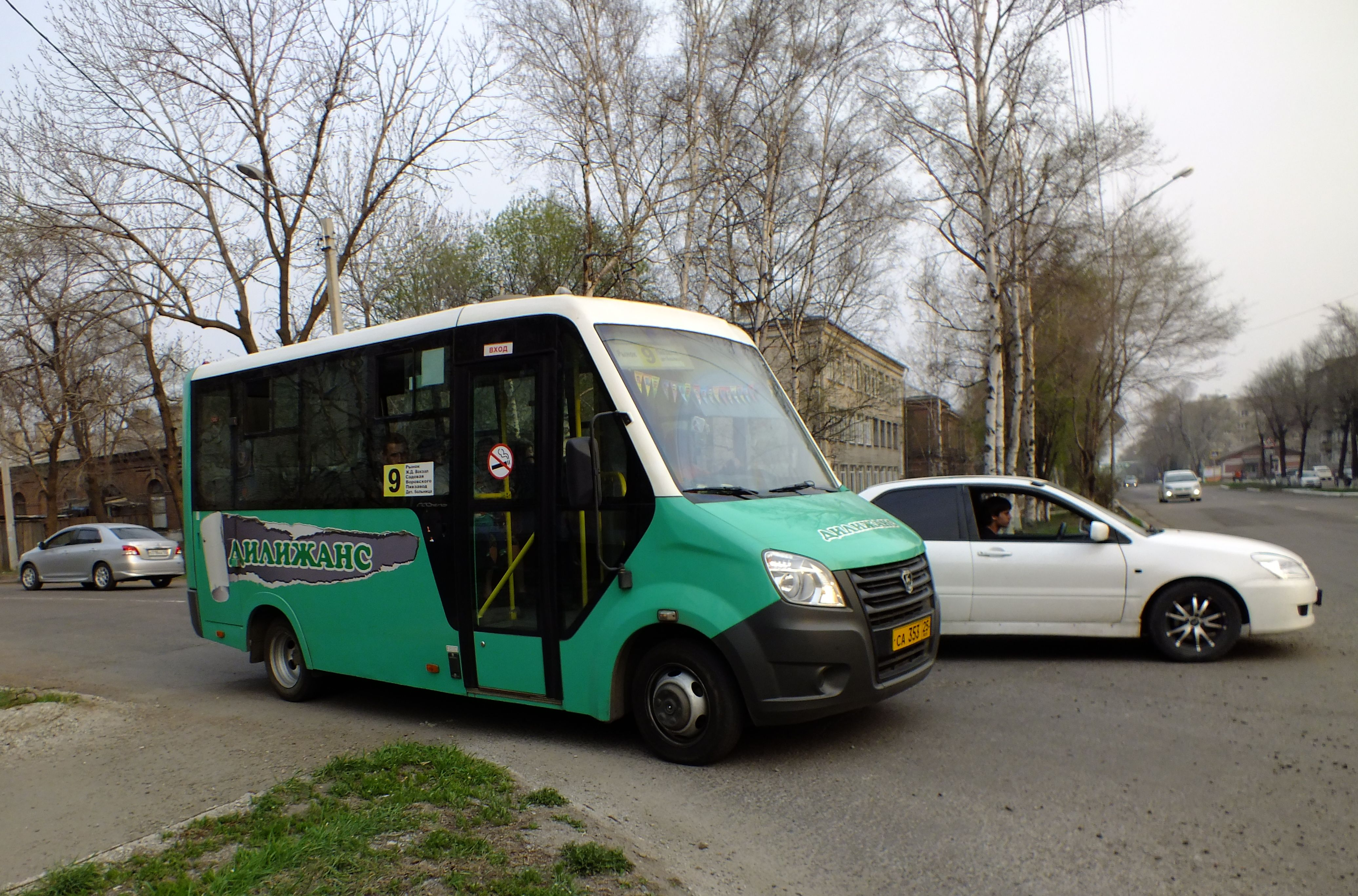
GAZelle NEXT als marsjroetka
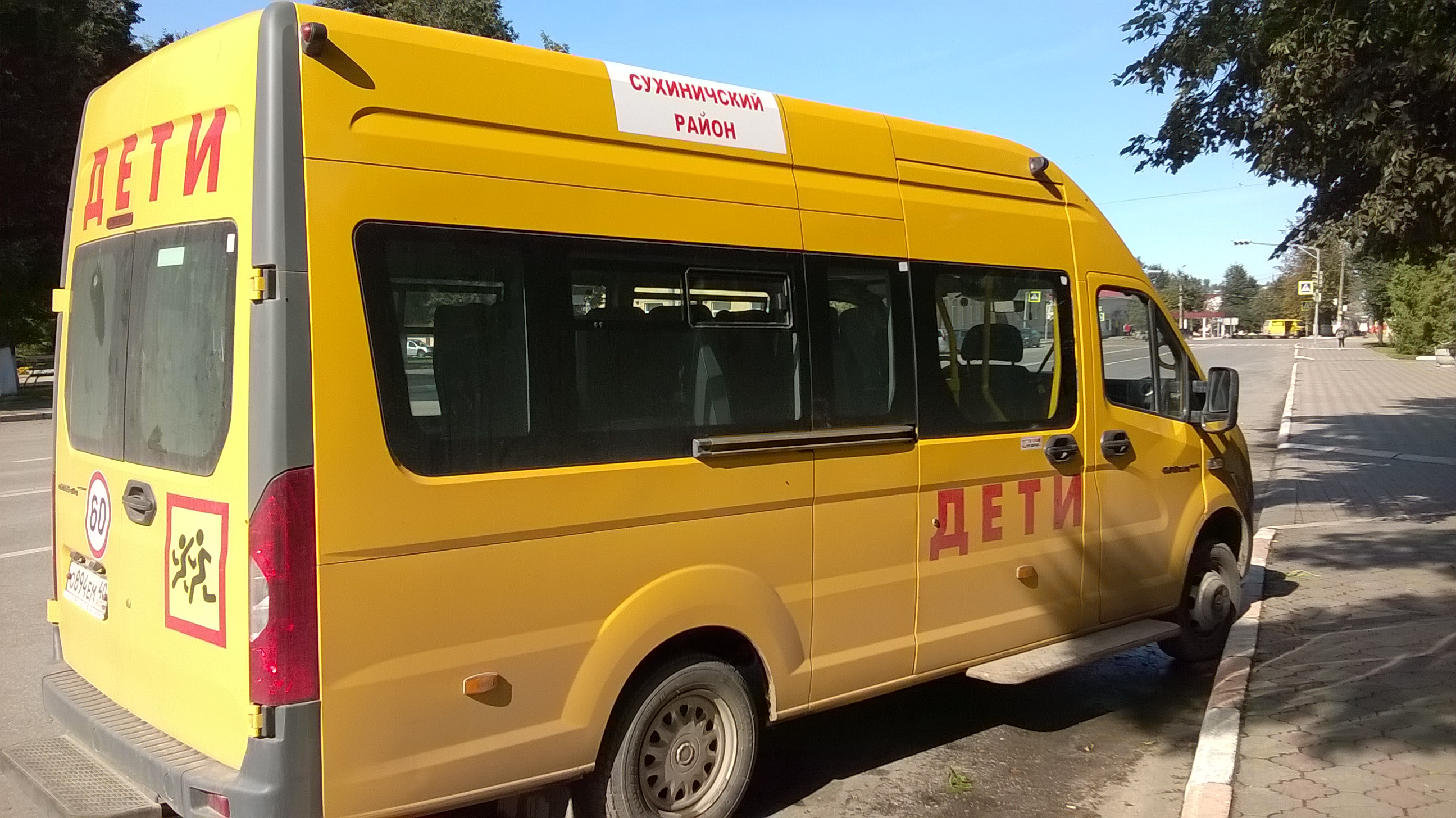
GAZelle NEXT als minibus